# دیو مورین
دیو مورین (انگلیسی: Dave Morin؛ زادهٔ) یک بازرگان اهل ایالات متحده آمریکا است.